# Les Tommyknockers
Pour les articles homonymes, voir Tommyknocker.
Les Tommyknockers (titre original : The Tommyknockers) est un roman d'horreur écrit par Stephen King et publié en 1987.
L'action se déroule dans l'année 1988 dans la ville fictive de Haven dans l'État du Maine aux États-Unis, où, lors d'une promenade en forêt, l'une des habitantes découvre un vaisseau extraterrestre enfoui sous terre. Son excavation progressive va alors affecter psychologiquement et physiquement les membres de la commune de manière inquiétante.

## Synopsis
Au cours d'une promenade en forêt, Roberta « Bobbi » Anderson, qui écrit des romans sur le Far West, trébuche sur un morceau de métal qui dépasse du sol. Intriguée, elle commence à creuser pour ne s'arrêter que de nombreuses heures plus tard, ayant travaillé en état de transe. Dégageant progressivement une structure gigantesque, elle se rend compte qu'il s'agit d'un vaisseau extraterrestre.
Une fois exposé à l'air, le vaisseau commence à exercer une influence sur la population de la petite ville de Haven, dans le Maine et également dans l'air, sur les plantes et la faune. De nombreuses guérisons de cancers ou de tumeurs ont lieu de manière inexpliquée. En parallèle, des idées d'inventions technologiques révolutionnaires jaillissent au sein des habitants pour améliorer leur quotidien (chauffe-eau à molécules effondrées, trieur de courrier automatique, etc.) mais en les transformant petit à petit en créatures non humaines dénuées de tout sens éthique.
Rapidement, en raison de l'extinction de leur sens moral, de nombreux incidents, parfois fatals, ont lieu. Le petit Hilly Brown téléporte involontairement son frère cadet David sur une autre planète (Altaïr IV) lors d'un spectacle de magie. Hilly sombre alors dans un état comateux et doit être hospitalisé à l'extérieur de Haven tandis que les forces de police se révèlent incapables de localiser l'enfant disparu.
Le poète James Gardener, farouche opposant de l'énergie nucléaire et alcoolique, mais aussi meilleur ami et ancien amant de Bobbi en faculté, arrive à Haven à ce moment-là, guidé par intuition que son amie a besoin d'aide, et retrouve cette dernière dans un état d'épuisement total. Une fois remise, elle lui fait d'abord découvrir le chantier du vaisseau qui a progressé. Il est également émerveillé dans un second temps par les inventions technologiques mises au point par Bobbie Anderson sous l'influence du vaisseau.
En effet, il croit que celui-ci pourrait mettre un terme au problème de l'énergie de manière pacifique et arrêter l'exploitation de l'énergie nucléaire dont il rappelle les dangers comme la catastrophe nucléaire de Kychtym de 1957 en Russie, de Three Miles Island en 1979 aux États-Unis et de Tchernobyl en 1986. Néanmoins, au vu des comportements étranges, il se rend compte assez vite que quelque chose ne va pas chez Bobbi et le reste des habitants de Haven, mais l'aide néanmoins à poursuivre les travaux pour dégager le vaisseau. A la différence des habitants, il se révèle être immunisé aux effets du vaisseau désignés sous l'appellation d' "évolution", grâce à une plaque en métal qu'il a dans la tête à la suite d'un accident.
Cependant, plus le temps passe, plus l'excavation du vaisseau progressant, plus les transformations inhumaines des habitants de Haven et les effets sur l'environnement s'accélèrent. Par ailleurs, les habitants de la ville n'hésitent pas à éliminer tous les gêneurs qui pourraient compromettre leur projet, y compris au sein des habitants comme le grand-père de d'Hilly et David Brown, Ev Hillman, qui ne croit pas à la version de la disparition et monte une expédition qui lui fait découvrir le chantier du vaisseau. La sœur de Roberta Anderson, elle-même venue pour faire participer celle-ci aux funérailles de leur père récemment décédé, disparaît également. Les habitants se coupent au maximum du monde extérieur pour que l'alerte ne soit pas donnée. Ils créent un champ de force empêchant toute personne de quitter la commune comme la maire qui refuse cette situation qui tente d'alerter les autorités compétentes en faisant sauter l'hôtel de ville de Haven au prix de sa propre vie.
Cependant, les habitants de Haven, eux-mêmes de plus en plus touchés par les transformations dues à l'évolution créée par le vaisseau, ne sont plus en mesure de s'éloigner de ce dernier qui génère en effet, une altération de l'air environnant devenue littéralement vitale pour leur existence physique. Ils sont néanmoins contraints d'envoyer un couple en mission qui parvient, au prix de très graves blessures, à récupérer dans les magasins autour d'Haven, des batteries, des piles en grand nombre nécessaires au fonctionnement des nouveaux dispositifs d'origine extraterrestres.
Jim Gardener, qui lui a repris sa consommation d'alcool, éprouve en parallèle de plus en plus de doutes, d'autant que Bobbi semble lui cacher quelque chose dans son hangar et malgré leur relation sentimentale. Une nuit, Gardener, devenu de plus en plus soupçonneux, s'introduit dans le hangar et découvre que le chien, la sœur de Bobbi ainsi qu'Ev Hillman, le grand-père d'Hilly et David Brown, sont enfermés et servent de réservoir d'énergie aux habitants de Haven.
Gardener et Bobbi finissent de dégager entièrement le vaisseau et y découvrent à l'intérieur un groupe de cadavres de créatures extraterrestres à l'aspect inhumain (peau translucide, absence de dents, ...) auxquelles l'évolution semble faire ressembler de plus en plus les habitants d'Haven. Ces créatures semblent s'être entretuées pour une raison inconnue et cette découverte choque et déçoit profondément Jim Gardener qui tente de démontrer à Bobbi la sauvagerie de ces créatures, ce qu'elle se refuse à voir.
Retournés au domicile de Bobbi, cette dernière tente alors de tuer Gardener désormais inutile et étant insensible à l'évolution en cours. Mais ce dernier, suspicieux, s'y attendait, et c’est lui qui tue Bobbi grâce à une arme à feu qu'il a réussi à dissimuler et ayant appartenu à Ev Hillman. Alertés par les cris de Bobbi Anderson, les habitants étant devenus télépathes grâce à l'évolution, se mettent en chasse pour neutraliser Jim Gardener et protéger le vaisseau. Cependant Gardener réussit à échapper à ses poursuivants grâce au sacrifice d'Hillman, qui lui fait promettre en échange de son aide qu'il essaiera de retrouver son petit-fils, David. Gardener s'y emploie à l'aide d'un ordinateur extraterrestre alimenté par Ev Hilman puis, sans connaître le résultat, il réussit à échapper à ses nombreux poursuivants lancés sur ses traces. Grâce à un parasol transformé en arme laser par Bobbie et alimenté en énergie par la sœur de celle-ci, il parvient à neutraliser une grande partie de la meute des habitants évolués, déclenchant un début d'incendie de forêt.
Bien que toujours poursuivi, puis au prix de grandes difficultés et bien que gravement blessé, il parvient à atteindre et à s'introduire dans le vaisseau malgré le gigantesque incendie de forêt qui gagne en puissance. Il réussit à le faire décoller en s'interconnectant avec l'interface extraterrestre ce qui a pour effet de puiser au sein de chaque habitant de Haven qui sont plus ou moins proches de la carrière, l'énergie dont a besoin le vaisseau pour se mouvoir.
Les habitants de Haven, littéralement vampirisés, s'affaiblissent ou meurent sur le coup lors du décollage du vaisseau en direction de l'espace. A la fois délivrés de son influence, mais rendus prostrés par le départ de leur source d' "évolution", les rares survivants de la commune se regroupent alors auprès d'un générateur d'air modifié et identique à celui généré par le vaisseau. A l'intérieur du vaisseau, lancé à travers l'espace intersidéral, Jim Gardener, en train de succomber à ses blessures, affiche un large sourire.
Les autorités fédérales puis l'armée, enfin informés des événements bizarres qui se déroulent à Haven notamment au cours du gigantesque incendie de forêt et par les centaines de témoignages du décollage d'un appareil extraterrestre inconnu, investissent et bouclent la ville. Les forces armées, malgré une résistance sporadique aux moyens d'armées évoluées, capturent au cours d'une chasse à l'homme d'une semaine les quelques habitants survivants. D'abord isolés dans un camp à l'intérieur de Haven où est reproduit l'air particulier nécessaire à leur survie, ils sont ensuite transférés puis confinés dans une structure gouvernementale dédiée. Ils y décèdent au cours des mois suivants les uns après les autres, la dernière personne évoluée, l'institutrice de l'école, décédant le jour de la fête d'Halloween.
En parallèle, les scientifiques et ingénieurs examinent avec un intérêt redoublé les nombreuses technologies révolutionnaires extraterrestres développées par les habitants.
David Brown réapparaît sain et sauf dans la chambre d'hôpital de son frère Hilly et celui-ci se réveille. L'infirmière arrivée le matin, remarque alors les traces de pas de David Brown en provenance du couloir et démarrant de manière inexpliquée au milieu de celui-ci...

## Influences
Stephen King a commencé l'écriture des Tommyknockers en 1982, durant une période de la guerre froide où la menace d'une guerre nucléaire était réelle. Le roman, dont le thème est « la morale (ou son absence) à une époque où des armes de destruction massive sont à portée de main », reflète cette préoccupation. Dans Écriture : Mémoires d'un métier, King affirme par ailleurs qu'il a écrit Les Tommyknockers durant une période où il était dépendant de l'alcool et de certaines drogues, notamment la cocaïne, et qu'il a réalisé ensuite que le roman était aussi une métaphore de son addiction.

## Accueil
Le roman est resté vingt-trois semaines (dont huit à la première place) sur la New York Times Best Seller list, y apparaissant le 29 novembre 1987 directement à la première place. Le Publishers Weekly le classe à la première place des meilleures ventes de romans aux États-Unis en 1987.